# Carlo Collodi

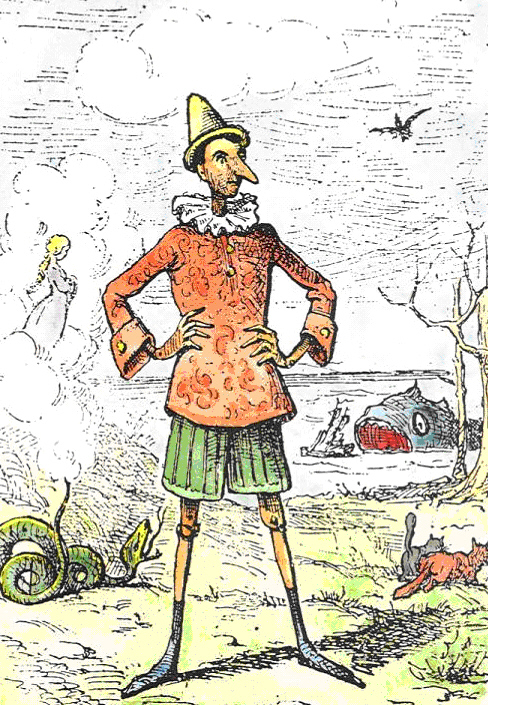
Pinocchio de Enrico Mazzanti (1852-1910) - primul ilustrator (1883) al Aventurilor lui Pinocchio.

Carlo Collodi, pe numele adevărat Carlo Lorenzini, (n. 24 noiembrie 1826, Florența, Marele Ducat de Toscana – d. 26 octombrie 1890, Florența, Regatul Italiei) a fost un scriitor și ziarist italian, autor al unor cărți didactice pentru copii. 
El este autorul celebrului roman Le avventure di Pinocchio. Storia di un burattino. Numele pseudonimului său vine la satul Collodi, situat între Lucca și Pistoia, unde s-a născut mama sa Angela Orzali, și unde și-a petrecut și el o bună parte din copilăria vieții lui.
Romanul Pinocchio ne povestește la început despre Gepetto, un tâmplar dintr-un mic orășel italian, care găsește într-o bună zi o buturugă năzdrăvană, din care cioplește o păpușă de lemn pe care o botează Pinocchio. Așa începe povestea lui Pinocchio, o păpușă de lemn, care trece printr-o mulțime de peripeții, din care învață ce înseamnă să fii bun și ascultător. Drept recompensă, „Zâna cea Bună” îl va transforma într-un băiețel adevărat.
Până la vârsta de 17 ani, Carlo a fost elevul mai multor școli conduse de ordine călugărești catolice, unde a adunat variate cunoștințe literare și muzicale, cultura lui perfecționându-se și prin frecventarea cercurilor literare și prin călătorii numeroase. În vremea copilăriei sale, Marele Ducat al Toscanei era încă sub stăpânirea Imperiului austriac, dar el a avut privilegiul să trăiască anii Revoluției de la 1848, ai eliberării și unificării Italiei, ai formării națiunii italiene.
Activitatea lui de scriitor a început la vârsta de 20 de ani, prin recenzii pentru catalogul unui librar florentin. Această activitate a fost urmată curând de recenziile articolelor pentru periodicul "L' Italia Musicale" (Italia Muzicală), una dintre revistele de specialitate cele mai importante din Italia acelor vremuri. Ca jurnalist, a crescut în faimă în doar câțiva ani, contribuind la o mare varietate de periodice de pe întreg întinsul Italiei și prin conducerea sau chiar fondarea unor ziare importante. Un astfel de jurnal a fost "Il lampione", care a fost închis de cenzură după evenimentele din 1848, dar a reînceput să apară după 11 ani, cu ocazia plebiscitului pentru unirea cu Piemontul, un act care a prefigurat unificarea Italiei.
În anii 1850, Carlo Lorenzini își extinde preocupările de jurnalist cu cele de autor dramatic și scriitor, dând o atenție deosebită dezvoltării operei și dramei. Anul 1856 a marcat prima utilizare a pseudonimului Carlo Collodi, pe care îl va adopta definitiv pentru semnarea cărților sale în anii 1870 și 1880.
Carlo Collodi a început să scrie cărți pentru copii în 1876, odată cu publicarea culegerii "I raconti delle fate" ("Povestirile zânelor"), o excelentă traducere de basme literare franceze, după Charles Perrault, Madame Leprince de Beaumont, Madame D'Aulnoiy.
Această carte a fost urmată de o serie de cărți special concepute pentru uz școlar, în care basmul se împletea cu prezentarea cunoștințelor, o formulă care era destul de populară în acele vremuri și pe care Carlo Lorenzini a interpretat-o cu o deosebită putere a imaginației și măiestrie scriitoricească. Lucrări precum "Giannettino" ("Ionel"), "Minuzzolo" ("Micuțul"), "L'Abbaco di Giannettino" ("Socotitoarea lui Ionel"), "La Grammatica di Giannettino" ("Gramatica lui Ionel"), "Il Viaggio per l' Italia di Giannettino" ("Călătoria lui Ionel prin Italia") și "La Lanterna Magica di Giannettino" ("Lanterna fermecată a lui Ionel") l-au transformat într-un autor de referință pentru sistemul educațional al nou stabilitului stat italian.
În anul 1881 a început să contribuie regulat la una din primele reviste pentru copii din Italia, "Ziarul pentru copii" ("Il giornale per I bambini"), care în primul său număr a publicat primul episod din "Aventurile lui Pinocchio", intitulate la vremea aceea "Storia di un burattino" ("Povestea lui Burattino"). Alte povești au apărut în același periodic, cum ar fi " Pip?, o lo scimiottino color di rosa" ("Pip?, sau maimuțelul de culoarea trandafirului"), care este o continuare a poveștii lui Pinocchio, dar cu un ton de autopersiflare; aceste povestiri au fost mai târziu adunate în cartea "Storie allegre" ("Povești vesele") în 1887.
Carlo Collodi a murit subit la Florența în 1890 și a fost înmormântat în cimitirul eroilor din orășelul San Miniato la Monte. Toate lucrările lui au fost donate de familie Bibliotecii Naționale Centrale din Florența, unde sunt păstrate și în zilele noastre. Dacă numele lui a fost la început remarcat mai ales pentru contribuția sa ca jurnalist și ca autor de manuale școlare, succesul mondial al cărții scrise doar pentru amuzament "Aventurile lui Pinocchio" a dat faima și celebritatea autorului toscan.
Cunoscuta poveste a fost tradusă în zeci de limbi, a cunoscut adaptări făcute de scriitori celebri cum ar fi Alexei Tolstoi și numeroase ecranizări, mai ales de desene animate.